# ميريام ستيفنسون
ميريام ستيفنسون (بالإنجليزية: Miriam Stevenson)‏ هي متسابقة ملكة الجمال وعارضة أمريكية، ولدت في 4 يوليو 1933 في وينسبورو، كارولينا الجنوبية في الولايات المتحدة.

## وصلات خارجية
- ميريام ستيفنسون على موقع IMDb (الإنجليزية)